# Secretaria General Tècnica del Ministeri de Justícia
La Secretaria General Tècnica del Ministeri de Justícia és un òrgan d'aquest ministeri que depèn orgànicament de la Subsecretaria de Justícia.

## Funcions
Les funcions de la Secretaria General Tècnica es regulen en l'article 9 del Reial decret 725/2017:
- L'emissió de l'informe preceptiu dels avantprojectes de llei i dels projectes de disposicions generals del Ministeri, així com la participació en l'elaboració de les iniciatives normatives d'altres departaments.
- La sol·licitud dels informes preceptius en l'elaboració de les normes incloses al programa legislatiu del departament així com la sol·licitud de l'informe preceptiu de la Agència Espanyola de Protecció de Dades en el procés d'elaboració de disposicions de caràcter normatiu del Ministeri de Justícia i dels restants ministeris.
- La preparació dels assumptes que se sotmetin a la deliberació del Consell de Ministres, de les Comissions Delegades del Govern o de la Comissió General de Secretaris d'Estat i Subsecretaris.
- El coneixement, registre i seguiment dels convenis i encomanes de gestió que subscrigui el departament amb altres administracions públiques i organismes públics o entitats de dret públic vinculats o dependents, Universitats Públiques o subjectes de dret privat.
- El seguiment de les disposicions i actes de les comunitats autònomes.
- El seguiment i actualització de la representació del Ministeri en òrgans col·legiats i en comissions o grups de treball.
- La proposta de resolució dels procediments d'exercici del dret de petició.
- La tramitació i proposta de resolució dels recursos administratius contra els actes i disposicions del departament, dels procediments de revisió d'ofici dels actes administratius, dels conflictes d'atribucions entre òrgans del departament i de les reclamacions de responsabilitat patrimonial de l'Administració, sense perjudici de les funcions atribuïdes a altres centres directius.
- Les relacions amb els jutjats i tribunals de Justícia, sense perjudici del previst per la normativa vigent en matèria de representació i defensa en judici de l'Estat i altres institucions públiques.
- L'elaboració i proposta del programa legislatiu del departament, la coordinació i impuls de la seva execució una vegada sigui aprovat i el seu seguiment en fase parlamentària.
- L'elaboració dels projectes legislatius del departament en matèria penal, civil, mercantil i processal i els projectes de reforma del dret nacional derivats de la transposició de directives comunitàries o del compliment de tractats o convenis internacionals subscrits per Espanya, així com la participació en l'elaboració de les iniciatives normatives de transposició d'altres departaments ministerials, en coordinació amb la Secretaria d'Estat de Justícia quan afectin al seu àmbit d'actuació.
- La proposta del programa editorial del departament, l'edició i distribució de les seves publicacions, l'organització i adreça de la biblioteca, de l'arxiu general del Ministeri i del servei de documentació.
- El seguiment i coordinació de les qüestions prejudicials i procediments contenciosos amb la Unió Europea i de la transposició de directives i altres instruments jurídics de la Unió Europea en la legislació espanyola que siguin responsabilitat del departament.
- El desenvolupament de les funcions pròpies de la Unitat d'Igualtat del departament, previstes en l'article 77 de la Llei Orgànica 3/2007, de 22 de març, per a la igualtat efectiva de dones i homes.

## Estructura
La Secretaria General Tècnica està integrada per les següents unitats amb nivell orgànic de sotsdirecció general:
- Subsecretaria General Tècnica.
- Subdirecció General de Política Legislativa.
- Subdirecció General de Documentació i Publicacions.
- Divisió de Recursos i Relacions amb els Tribunals.

Correspon a la persona titular de la Secretaria General Tècnica la vicepresidència de la Comissió General de Codificació, i a la persona titular de la Subdirecció General de Política Legislativa, la seva secretaria general.

## Llista de secretaris generals tècnics
- José Amérigo Alonso (2016-)
- Julio Carlos Fuentes Gómez (2014-2016)
- Mireya Natalia Corredor Lanas (2011-2014)
- José Antonio Perales Gallego (2011)
- Santiago Hurtado Iglesias (2009-2011)
- Luis Pedro Villameriel Presencio (2004-2009)
- Rafael García Monteys (2002-2004)
- Juan Antonio Puigserver Martínez (2000-2002)
- Francisco Bueno Arús (1996-2000)
- Juan Luis Ibarra Robles (1993-1994)
- Joaquín de Fuentes Bardají (1990-1993)
- Fernando Pastor López (1985-1990)
- Pedro González Gutiérrez-Barquín (1982-1985)
- Jesús Enrique Santaella López (1981-1982)
- Antonio González-Cuéllar García (1981)
- Enrique Linde Paniagua (1980-1981)
- Jenaro Ferrer de la Hoz (1979-1980)
- Pedro González Botella (1979)
- Rafael González-Gallarza Morales (1977-1979)